# Chongodory
Chongodory (ros. Хонгодоры) – wieś (ułus) w Rosji, w Buriacji, w rejonie kiachtyńskim. W 2021 liczyła 47 mieszkańców.